# Frank Bommert

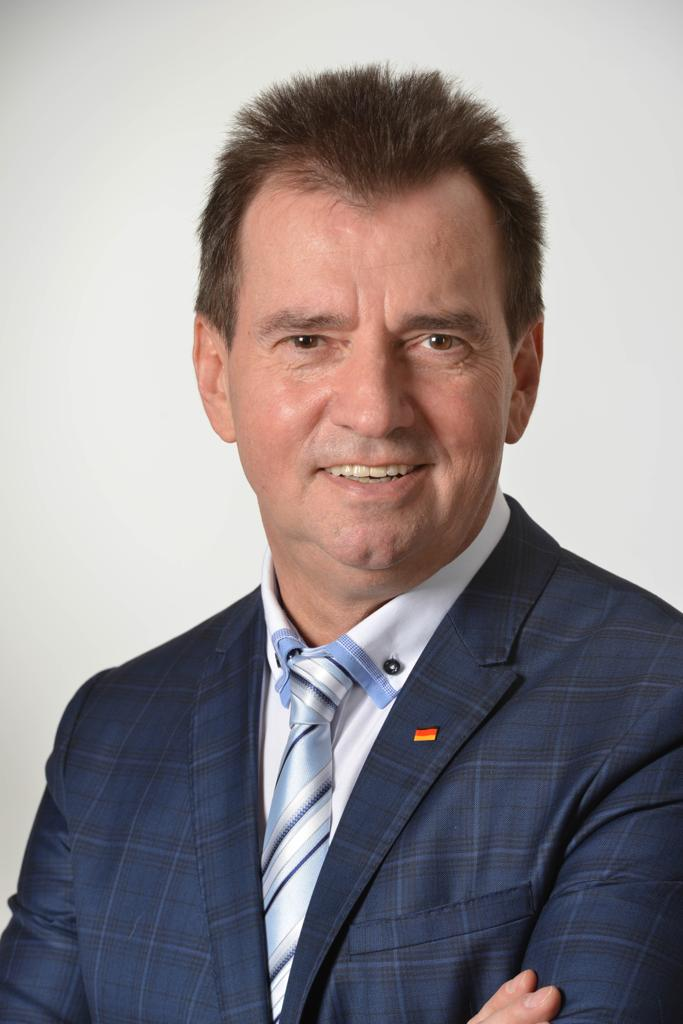
Frank Bommert, 2018

Frank Bommert (* 25. April 1961 in Hennigsdorf, Kreis Oranienburg, DDR) ist ein deutscher Politiker (CDU). Seit 2009 ist er Mitglied des Landtages Brandenburg.

## Leben
Frank Bommert wuchs bei seinen Eltern in Sommerfeld auf, wo er die örtliche Grundschule besuchte. Später wechselte er auf die Oberschule im benachbarten Beetz. Danach absolvierte er von 1977 bis 1979 eine Lehre zum Instandhaltungsmechaniker in Hennigsdorf. Anschließend arbeitete er als Schlosser und absolvierte von 1980 bis 1981 seinen Wehrdienst. 1990 gründete Frank Bommert seinen eigenen Metallbaubetrieb und ist ein selbstständiger Metallbauer. Er ist evangelisch und hat einen Sohn und eine Tochter.

## Politik
Seit 1993 ist Frank Bommert Mitglied der CDU.
Von 1990 bis 2003 war er Mitglied der Gemeindevertretung Sommerfeld Kremmen, von 2003 bis 2020 Mitglied der Stadtverordnetenversammlung Kremmen und des Kreistages Oberhavel. Zudem ist er seit 2007 als Kreisvorsitzender der CDU Oberhavel tätig.
Seit 2019 ist Frank Bommert stellvertretender Landesvorsitzender der CDU-Brandenburg und seit Oktober 2009 ist er Mitglied des Landtages Brandenburg.
Er kandidierte jeweils im Landtagswahlkreis Oberhavel I und zog stets über die Landesliste der CDU ins Parlament ein. Seit 2019 ist er stellvertretender Fraktionsvorsitzender der CDU-Landtagsfraktion und leitet im Landtag den Ausschuss für Wirtschaft, Arbeit und Energie.

## Skandale
Ende Januar 2024 geriet Bommert in die Kritik, da er auf WhatsApp einen Post teilte, der nahelegt, dass er den deutschen Spitzenpolitikern Annalena Baerbock, Robert Habeck, Ricarda Lang und Olaf Scholz den Tod wünsche.
Nachdem Bommert zunächst behauptet hatte, der umstrittene Post sei von einer anderen Person in seinem Namen veröffentlicht worden, gab er im Nachgang zu, die Öffentlichkeit belogen und den Post selbst veröffentlicht zu haben. Das CDU-Präsidium erteilte ihm daraufhin eine Ordnungsmaßnahme in Form eines Verweises.

## Weitere Ämter und Mitgliedschaften
Frank Bommert ist Mitglied im Aufsichtsrat der Oberhavel-Holding GmbH.